# Stroomgebied van de Schelde
Het stroomgebied van de Schelde of het Scheldebekken is het gebied in Frankrijk, België en Nederland dat door de Schelde bevloeid wordt.
In het gebied wonen meer dan tien miljoen mensen. 
De oppervlakte bedraagt 21.863 km², waarvan:
- in Frankrijk: 6680 km² (31 %)
- in België:  13324 km² (61 %)
  - in het Waals Gewest: 3787 km² (17 %)
  - in het Vlaams Gewest: 9375 km² (43 %)
  - in het Brussels Hoofdstedelijk Gewest: 162 km² (1 %)
- in Nederland: 1859 km² (8 %, enkel landoppervlak en zonder Oosterschelde).

De regeringen van deze vijf gebieden hebben in 1994 het Verdrag inzake de bescherming van de Schelde gesloten. Om invulling te geven aan dit verdrag werd een Internationale Commissie voor de Bescherming van de Schelde (ICBS) opgericht. Met het ondertekenen van het Verdrag van Gent in 2002 door de vijf genoemde partijen plus het Koninkrijk België werd de ICBS omgevormd tot de Internationale Scheldecommissie (ISC). Hierbij werden ook het stroomgebied van de IJzer en de Brugse polders administratief bij het stroomgebied van de Schelde gevoegd.
In het kader van de ICBS is het stroomgebied onderverdeeld in tien deelstroomgebieden (met de voornaamste steden):
- Bovenschelde: Cambrai, Valenciennes, Doornik, Moeskroen
- Hene: Bergen (België), La Louvière
- Scarpe: Arras, Douai, Saint-Amand-les-Eaux
- Leie: Lens, Béthune, Rijsel, Armentières, Hazebroek, Kortrijk, Roeselare, Deinze
- Dender: Aat, Lessen, Geraardsbergen, Ninove, Aalst, Dendermonde
- Zenne: Nijvel, Halle, Brussel
- Dijle: Waver, Leuven, Mechelen
- Demer: Hasselt, Aarschot, Diest, Genk
- Nete: Turnhout, Lier
- Schelde-estuarium (Zeeschelde en Westerschelde): Gent, Antwerpen, Middelburg-Vlissingen, Terneuzen.

Historisch gezien hebben ook Bergen op Zoom, Sint-Maartensdijk en Zierikzee een band met de rivier vanwege de oude loop via de huidige Oosterschelde.

## Zijrivieren
Hierna zijn de zijrivieren en vertakkingen opgegeven volgens hun nabijheid bij de monding. Voor iedere rivier wordt tussen haakjes de plaats van de monding vermeld. Voor de overzichtelijkheid kunnen kleinere zijriviertjes, meestal aangeduid met -beek, -bach of ruisseau, beter in het artikel over de rivier vermeld worden. Dit overzicht maakt voor een groot deel dubbel gebruik uit met het artikel rivieren in België.

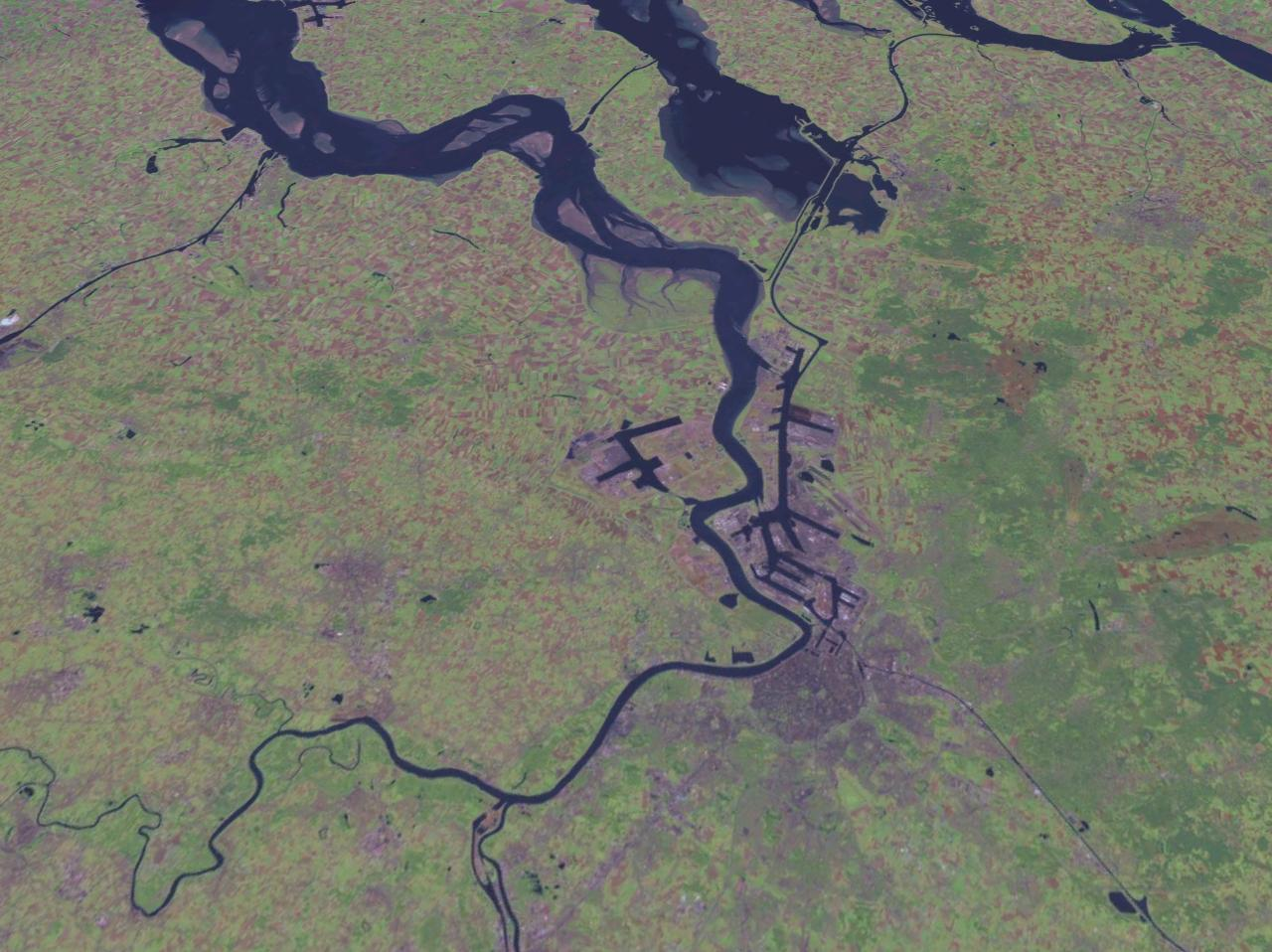
Satellietfoto van de Schelde bij Antwerpen

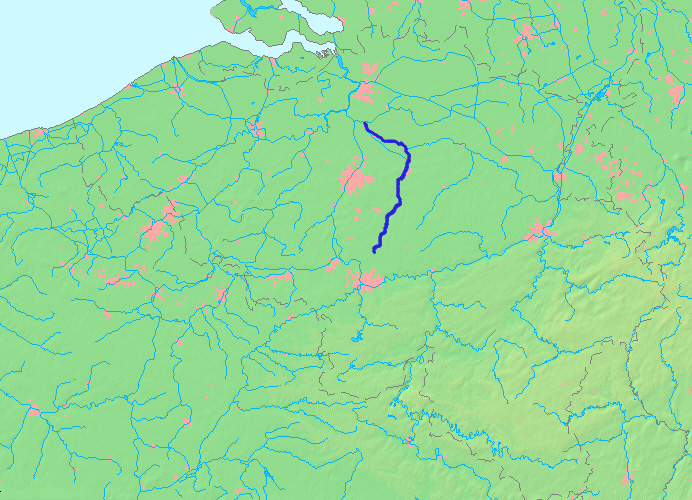
De Dijle

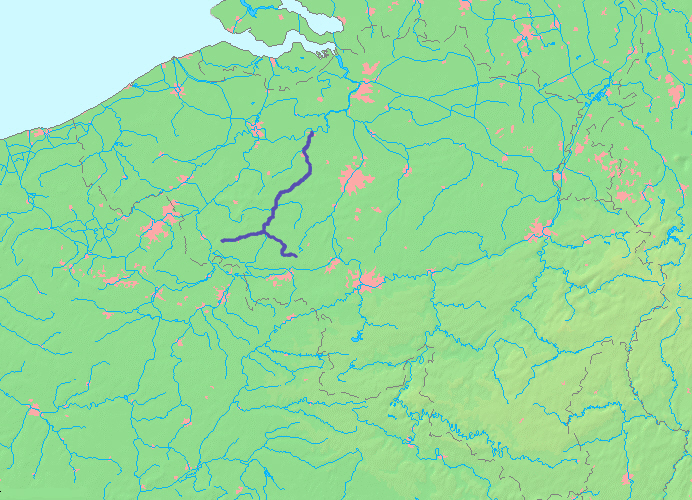
De Dender

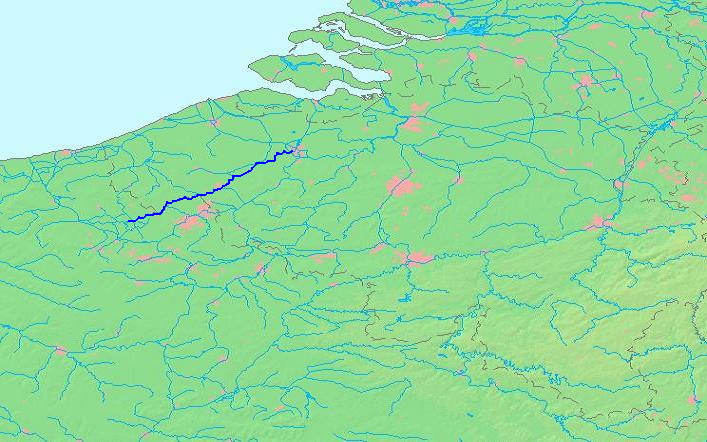
De Leie

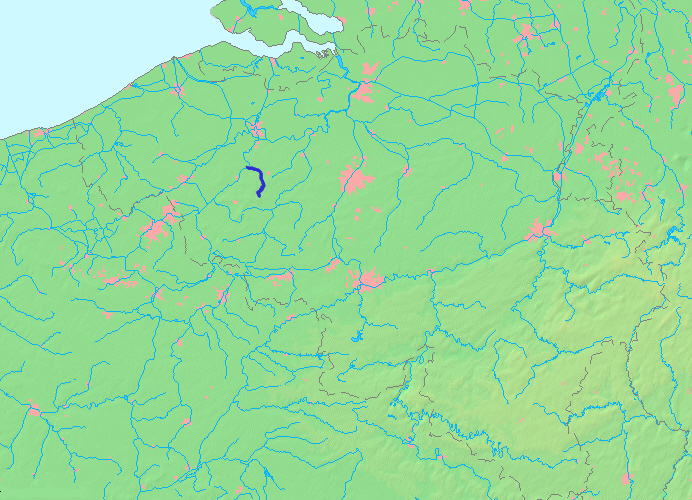
De Zwalm

- Oosterschelde de oude loop van de Schelde
- Westerschelde of Honte (tussen Bath en Vlissingen).
  - Schijn (Antwerpen)
    - Koudebeek (Deurne - Wommelgem)
      - Fortloop (Borsbeek)

  - Rupel (Rupelmonde)
    - Nete (Rumst)
      - Kleine Nete (Lier)
        - Aa (Grobbendonk)
        - Wamp (Kasterlee)
        - Molenbeek-Bollaak

      - Grote Nete (Lier)
        - Wimp (Herenthout)
        - Molse Nete (Geel)
        - Laak (Westerlo)

    - Dijle (Rumst)
      - Vrouwvliet (Mechelen)
      - Zenne (Mechelen)
        - Maalbeek (Grimbergen)
        - Tangebeek
        - Woluwe (Vilvoorde)
        - Maalbeek (Schaarbeek)
        - Molenbeek-Pontbeek (Brussel-Laken)
        - Neerpedebeek (Anderlecht-Neerpede)
        - Zuunbeek (Sint-Pieters-Leeuw-Zuun)
        - Geleytsbeek (Drogenbos)
        - Linkebeek (Drogenbos)
        - Molenbeek (Lot)
        - Senette (Tubeke)
          - Hain (Tubeke)
          - Samme ('s-Gravenbrakel-Ronquières)
            - Thines (Nijvel)

      - Demer (Rotselaar)
        - Velpe (Halen)
        - Gete (Halen)
          - Grote Gete (Zoutleeuw)
          - Kleine Gete (Zoutleeuw)
          - Herk (Herk-de-Stad)

      - Voer (Leuven)
      - IJse (Huldenberg-Neerijse)
      - Nethen (Graven-Nethen)
      - Laan (Huldenberg-Terlanen-Sint-Agatha-Rode)
        - Zilverbeek (Rixensart-Genval)

      - Thyle (Ottignies-Louvain-la-Neuve)

  - Durme (Temse)
  - Molenbeek (Zottegem, Sint-Lievens-Houtem, Herzele, Erpe-Mere, Lede en Wichelen)
  - Dender (Dendermonde)
    - Mark (Lessen-Twee-Akren)
    - Ruisseau d'Ancre (Lessen)
    - Zulle (Aat)
    - Oostelijke Dender (Aat)
    - Westelijke Dender (Aat)

  - Leie (Gent)
    - Mandel (Wielsbeke)
    - Heulebeek (Kuurne)
    - Gaverbeek (Kortrijk)
    - Douvebeek (Komen-Waasten)
    - Deule (Deulemonde)
      - Marque (Wasquehal)
      - Souchez (Lens)
        - Carency (Souchez)
        - Saint-Nazaire (Souchez)

    - Laquette (Aire-sur-la-Lys)
    - Lawe (La Gorgue-Stegers)
      - Brette, (Biette), Blanche, ruisseau de Caucourt, fossé d'Avesnes (Loisne)

    - Clarence (Meregem)
      - Nave (..)
      - Grand Nocq (..)

    - Becque de Steenwerk (..)

  - Zwalm (Zwalm)
  - Ronne (Ronse)
  - Scarpe (Mortagne-du-Nord)
    - Crinchon (..)
    - Ugy (..)

  - Hene (Condé-sur-l'Escaut)
    - Trouille (Bergen-Jeumont)
    - Hogneau of Honneau (Condé-sur-l'Escaut)
      - Honelle (Quiévrain)
        - Aunelle (..)
        - Grande Honelle (..)
        - Petite Honelle (..)

  - Rhonelle (Valenciennes)
  - Écaillon (Thiant)
  - Selle (Denain)
  - Torrent d'Esnes
  - Sensée (Bouchain)
    - Hirondelle (..)

  - Erclin (Iwuy)
  - Eauette (Marcoing)

## Waterlopen langer dan 25 kilometer met basisdata
| De Schelde, zijne zijrivieren en de zijrivieren van die over 25 km lengte (volgorde stroomopwarts) | De Schelde, zijne zijrivieren en de zijrivieren van die over 25 km lengte (volgorde stroomopwarts) | De Schelde, zijne zijrivieren en de zijrivieren van die over 25 km lengte (volgorde stroomopwarts) | De Schelde, zijne zijrivieren en de zijrivieren van die over 25 km lengte (volgorde stroomopwarts) | De Schelde, zijne zijrivieren en de zijrivieren van die over 25 km lengte (volgorde stroomopwarts) | De Schelde, zijne zijrivieren en de zijrivieren van die over 25 km lengte (volgorde stroomopwarts) | De Schelde, zijne zijrivieren en de zijrivieren van die over 25 km lengte (volgorde stroomopwarts) | De Schelde, zijne zijrivieren en de zijrivieren van die over 25 km lengte (volgorde stroomopwarts) | De Schelde, zijne zijrivieren en de zijrivieren van die over 25 km lengte (volgorde stroomopwarts) | De Schelde, zijne zijrivieren en de zijrivieren van die over 25 km lengte (volgorde stroomopwarts) | De Schelde, zijne zijrivieren en de zijrivieren van die over 25 km lengte (volgorde stroomopwarts) |  |
| Toestroom in stroomrichting van                                                                    | Toestroom in stroomrichting van                                                                    | Toestroom in stroomrichting van                                                                    | Naam                                                                                               | Naam                                                                                               | Naam                                                                                               | Locatie van de monding                                                                             | VHA-nummer België: verschillende Frankrijk: SANDRE                                                 | Lengte [km]                                                                                        | Oppervlakte stroomgebied [km²]                                                                     | Gemiddelde debiet [m³/s]                                                                           |  |
| -------------------------------------------------------------------------------------------------- | -------------------------------------------------------------------------------------------------- | -------------------------------------------------------------------------------------------------- | -------------------------------------------------------------------------------------------------- | -------------------------------------------------------------------------------------------------- | -------------------------------------------------------------------------------------------------- | -------------------------------------------------------------------------------------------------- | -------------------------------------------------------------------------------------------------- | -------------------------------------------------------------------------------------------------- | -------------------------------------------------------------------------------------------------- | -------------------------------------------------------------------------------------------------- |  |
| Westerschelde (als estuarium)                                                                      | Westerschelde (als estuarium)                                                                      | Westerschelde (als estuarium)                                                                      | Westerschelde (als estuarium)                                                                      | Westerschelde (als estuarium)                                                                      | Westerschelde (als estuarium)                                                                      | | | ~ 56                                                                                               | | |  |
| ↑ Schelde                                                                                          | ↑ Schelde                                                                                          | ↑ Schelde                                                                                          | ↑ Schelde                                                                                          | ↑ Schelde                                                                                          | ↑ Schelde                                                                                          | Zandvliet                                                                                          | BV10, E1000600, E1280600, E---004-                                                                 | 380                                                                                                | 21 863                                                                                             | 127                                                                                                |  |
| rechts                                                                                             | Rupel vanuit:                                                                                      | Rupel vanuit:                                                                                      | Rupel vanuit:                                                                                      | Rupel vanuit:                                                                                      | Rupel vanuit:                                                                                      | Niel                                                                                               | | 12                                                                                                 | | |  |
| rechts                                                                                             | ↑ rechts                                                                                           | Nete                                                                                               | Nete                                                                                               | Nete                                                                                               | Nete                                                                                               | Rumst, NW van Mechelen                                                                             | | 15                                                                                                 | | |  |
| rechts                                                                                             | ↑ rechts                                                                                           | ↑ rechts                                                                                           | Kleine Nete                                                                                        | Kleine Nete                                                                                        | Kleine Nete                                                                                        | Lier                                                                                               | | 44                                                                                                 | | |  |
| rechts                                                                                             | ↑ rechts                                                                                           | ↑ links                                                                                            | Grote Nete                                                                                         | Grote Nete                                                                                         | Grote Nete                                                                                         | Lier                                                                                               | | 44                                                                                                 | | |  |
| rechts                                                                                             | ↑ links                                                                                            | Dijle / Dyle                                                                                       | Dijle / Dyle                                                                                       | Dijle / Dyle                                                                                       | Dijle / Dyle                                                                                       | Rumst, NW van Mechelen                                                                             | VL05–77, -78                                                                                       | 86                                                                                                 | | 25                                                                                                 |  |
| rechts                                                                                             | ↑ links                                                                                            | links                                                                                              | Zenne / Senne                                                                                      | Zenne / Senne                                                                                      | Zenne / Senne                                                                                      | Heffen, NW van Mechelen                                                                            | | 103                                                                                                | 1164                                                                                               | 5,5                                                                                                |  |
| rechts                                                                                             | ↑ links                                                                                            | links                                                                                              | rechts                                                                                             | Zinnet / Senette                                                                                   | Zinnet / Senette                                                                                   | Tubeke-Klabbeek                                                                                    | | 35                                                                                                 | | |  |
| rechts                                                                                             | ↑ links                                                                                            | links                                                                                              | Laan / Lasne                                                                                       | Laan / Lasne                                                                                       | Laan / Lasne                                                                                       | Sint-Joris-Weert                                                                                   | VL05_84                                                                                            | 26                                                                                                 | 109                                                                                                | |  |
| rechts                                                                                             | ↑ links                                                                                            | rechts                                                                                             | Demer                                                                                              | Demer                                                                                              | Demer                                                                                              | Rotselaar                                                                                          | | 85                                                                                                 | | |  |
| rechts                                                                                             | ↑ links                                                                                            | rechts                                                                                             | links                                                                                              | Velpe                                                                                              | Velpe                                                                                              | Diest                                                                                              | | 35                                                                                                 | | |  |
| rechts                                                                                             | ↑ links                                                                                            | rechts                                                                                             | links                                                                                              | Gete / Gette = Gète vanuit:                                                                        | Gete / Gette = Gète vanuit:                                                                        | Gete / Gette = Gète vanuit:                                                                        | Halen                                                                                              | VB: 4.001                                                                                          | 12,7                                                                                               | |  |
| rechts                                                                                             | ↑ links                                                                                            | rechts                                                                                             | links                                                                                              | ↑ rechts                                                                                           | Grote Gete = Tiense Gete                                                                           | Budingen                                                                                           | VB: 4.002                                                                                          | 51                                                                                                 | | |  |
| rechts                                                                                             | ↑ links                                                                                            | rechts                                                                                             | links                                                                                              | ↑ links                                                                                            | Kleine Gete                                                                                        | Budingen                                                                                           | VB: 4.003                                                                                          | 36                                                                                                 | | |  |
| rechts                                                                                             | ↑ links                                                                                            | rechts                                                                                             | links                                                                                              | rechts                                                                                             | Herk                                                                                               | Halen                                                                                              | | 43                                                                                                 | | |  |
| links                                                                                              | Durme (zonder voormalige bovenloop westelijk van Gent)                                             | Durme (zonder voormalige bovenloop westelijk van Gent)                                             | Durme (zonder voormalige bovenloop westelijk van Gent)                                             | Durme (zonder voormalige bovenloop westelijk van Gent)                                             | Durme (zonder voormalige bovenloop westelijk van Gent)                                             | 3 km boven van Temse                                                                               | | 24,6 / 47,1                                                                                        | | |  |
| links                                                                                              | ↑ Moervaart                                                                                        | ↑ Moervaart                                                                                        | ↑ Moervaart                                                                                        | ↑ Moervaart                                                                                        | ↑ Moervaart                                                                                        | Lokeren                                                                                            | | 22,5                                                                                               | | |  |
| rechts                                                                                             | Dender                                                                                             | Dender                                                                                             | Dender                                                                                             | Dender                                                                                             | Dender                                                                                             | Dendermonde                                                                                        | BV18 = 0518                                                                                        | 65                                                                                                 | 40                                                                                                 | 10                                                                                                 |  |
| rechts                                                                                             | rechts                                                                                             | Mark                                                                                               | Mark                                                                                               | Mark                                                                                               | Mark                                                                                               | Lessen-Twee-Akren                                                                                  | 05215                                                                                              | 28                                                                                                 | | |  |
| links                                                                                              | Leie                                                                                               | Leie                                                                                               | Leie                                                                                               | Leie                                                                                               | Leie                                                                                               | Gent                                                                                               | BV 51; VL05_48, -49, -50                                                                           | 114,7                                                                                              | 202                                                                                                | 22                                                                                                 |  |
| links                                                                                              | links                                                                                              | Mandel (deelwijs in pijpen)                                                                        | Mandel (deelwijs in pijpen)                                                                        | Mandel (deelwijs in pijpen)                                                                        | Mandel (deelwijs in pijpen)                                                                        | Oeselgem (niet meer Deinze)                                                                        | VL05_50, -51                                                                                       | 39                                                                                                 | | |  |
| links                                                                                              | rechts                                                                                             | Deule / Deûle (meer dan de helft gekanaliseerd)                                                    | Deule / Deûle (meer dan de helft gekanaliseerd)                                                    | Deule / Deûle (meer dan de helft gekanaliseerd)                                                    | Deule / Deûle (meer dan de helft gekanaliseerd)                                                    | Deûlémont                                                                                          | E3--021-, E3010770                                                                                 | 58,8                                                                                               | 1 071                                                                                              | 8                                                                                                  |  |
| links                                                                                              | rechts                                                                                             | rechts                                                                                             | Marque                                                                                             | Marque                                                                                             | Marque                                                                                             | Marquette-lez-Lille                                                                                | E3340600                                                                                           | 31,6                                                                                               | 215                                                                                                | |  |
| links                                                                                              | Scarpe                                                                                             | Scarpe                                                                                             | Scarpe                                                                                             | Scarpe                                                                                             | Scarpe                                                                                             | Mortagne-du-Nord, 2 km zuidelijk van de Franse/Belgische grens                                     | E2--0110, E2010600                                                                                 | 102                                                                                                | 1 322                                                                                              | 2,6                                                                                                |  |
| rechts                                                                                             | Hene / Haine                                                                                       | Hene / Haine                                                                                       | Hene / Haine                                                                                       | Hene / Haine                                                                                       | Hene / Haine                                                                                       | Condé-sur-l'Escaut                                                                                 | E1820402                                                                                           | 72                                                                                                 | 179                                                                                                | |  |
| rechts                                                                                             | links                                                                                              | Hogneau = Honniau = Grande Honnelle                                                                | Hogneau = Honniau = Grande Honnelle                                                                | Hogneau = Honniau = Grande Honnelle                                                                | Hogneau = Honniau = Grande Honnelle                                                                | Thivencelle                                                                                        | E1820700                                                                                           | 37,6                                                                                               | 240                                                                                                | 1,95                                                                                               |  |
| rechts                                                                                             | links                                                                                              | links                                                                                              | Aunelle                                                                                            | Aunelle                                                                                            | Aunelle                                                                                            | Crespin                                                                                            | E1820800                                                                                           | 27,3                                                                                               | | |  |
| rechts                                                                                             | Écaillon                                                                                           | Écaillon                                                                                           | Écaillon                                                                                           | Écaillon                                                                                           | Écaillon                                                                                           | Prouvy                                                                                             | E1760750                                                                                           | 33,2                                                                                               | 173                                                                                                | 1,2                                                                                                |  |
| rechts                                                                                             | Selle                                                                                              | Selle                                                                                              | Selle                                                                                              | Selle                                                                                              | Selle                                                                                              | Douchy-les-Mines                                                                                   | E1720600                                                                                           | 45,9                                                                                               | 252                                                                                                | 2,4                                                                                                |  |
| rechts                                                                                             | Erclin = Erclain                                                                                   | Erclin = Erclain                                                                                   | Erclin = Erclain                                                                                   | Erclin = Erclain                                                                                   | Erclin = Erclain                                                                                   | Iwuy                                                                                               | E1310600                                                                                           | 34,1                                                                                               | 160                                                                                                | |  |
| links                                                                                              | Sensée                                                                                             | Sensée                                                                                             | Sensée                                                                                             | Sensée                                                                                             | Sensée                                                                                             | zuidelijk van Bouchain                                                                             | E1560600                                                                                           | 47                                                                                                 | | |  |

## Stroomgebied in Vlaanderen
Het stroomgebied van de Schelde beslaat 9537 km² van het Vlaamse en Brusselse grondgebied. De belangrijkste rivieren zijn:
- De Schelde komt Vlaanderen binnen nabij Spiere-Helkijn om vervolgens doorheen bijna gans Vlaanderen en Brabant te meanderen. Aan haar oevers liggen onder andere op Vlaams grondgebied de plaatsen Kluisbergen,Wortegem-Petegem, Oudenaarde, Ename, Schelderode, Zevergem en Gent. Hier wordt de Schelde afgeleid in de Ringvaart, waar ook de Leie in uitmondt. De Schelde verlaat Gent richting Melle en stroomt vervolgens langs onder andere Overschelde, Wetteren, Schellebelle en Dendermonde alwaar de Dender in haar uitmondt. Ze vervolgt haar pad langs onder andere Moerzeke en Baasrode. Vanaf hier vormt de rivier de grens tussen de provincies Antwerpen en Oost-Vlaanderen. Aan Oost-Vlaamse zijde liggen onder andere de plaatsen Hamme en Tielrode alwaar nabij de gemeentegrens met Temse de Durme de Schelde vervoegt. De rivier vervolgt haar weg langs Steendorp en Rupelmonde. Aldaar vindt aan de overzijde van de oever (in de provincie Antwerpen) de monding van de Rupel plaats. Ten slotte liggen ook nog de dorpen Bazel en Kruibeke verder stroomafwaarts aan de oevers van de Schelde.
  - Leie (Gent)
    - Mandel (Wielsbeke)
    - Heulebeek (Kuurne)
    - Gaverbeek (Kortrijk)

  - Dender (Dendermonde)
    - Mark (Lessen-Twee-Akren)
    - Ruisseau d'Ancre (Lessen)
    - Zulle (Aat)
    - Oostelijke Dender (Aat)
    - Westelijke Dender (Aat)

  - Molenbeek (Zottegem, Sint-Lievens-Houtem, Herzele, Erpe-Mere, Lede en Wichelen)
  - Durme (Temse)
  - De Rupel ontstaat in Rumst, daar waar de Nete en de Dijle samenvloeien. Te Schelle mondt deze uit in de Schelde.
    - De Dijle verlaat Wallonië te Florival. Vervolgens stroomt ze langs onder andere Ottenburg en Oud-Heverlee naar Leuven. In deze stad draagt ze ±40 % van haar water af aan de Leuvense vaart. Hieropvolgend stroomt ze via onder andere Rotselaar naar Werchter alwaar ze het water van de Demer ontvangt. Vervolgens stroomt ze richting Mechelen, alwaar ze gesplitst wordt tot de Binnen Dijle en de Buiten Dijle.
      - De Demer ontspringt te Ketsingen, een deelgemeente in het oosten van Tongeren. De rivier stroomt vervolgens naar het noorden en buigt te Bilzen af naar het westen. Ze vervolgt haar weg via onder andere Hasselt, Lummen, Diest, Zichem en Aarschot om nabij Werchter in de Dijle te vloeien.
        - De Grote Gete komt Vlaanderen binnen nabij Hoegaarden. Vervolgens stroomt ze door onder andere Tienen naar Budingen. De Kleine Gete komt Vlaanderen binnen te Ezemaal, voorts liggen aan haar oevers onder andere de dorpen Overhespen en Budingen en de stad Zoutleeuw. Te Budingen vormen beide rivieren samen de Gete die even boven Halen, in de provincie Limburg, in de Demer uitmondt. Ook de Velp, die ontstaat in het broek van Opvelp (bij Opvelp), mondt uit in de Demer nabij Zelk.
        - De Herk, die haar oorsprong vindt te Rukkelingen-Loon nabij de grens met Wallonië, ontleende haar naam aan Herk-de-Stad en aan Sint-Lambrechts-Herk. Daarnaast ligt ook onder andere Alken aan haar oevers. Aan de grens tussen Herk-de-Stad en Halen stroomt de Herk samen met de Gete in de Demer.

      - De Voer die in het Zoniënwoud nabij Tervuren ontspringt. Vervolgens stroomt deze via Bertem naar Egenhoven. Vanaf daar stroomt ze min of meer evenwijdig met de Dijle richting Leuven. Zeer dicht bij elkaar gelegen dringen ze Leuven-centrum binnen, alwaar er een zichtbare verbinding is met de loop van de Dijle nabij de Leuvense Ring.
      - De bron van de IJse bevindt zich in het Zoniënwoud en meer bepaald op de grens van Sint-Genesius-Rode en Hoeilaart. Vervolgens stroomt het riviertje langsheen onder andere Overijse. Ten noordoosten van de dorpskern van Neerijse vindt de uitmonding van het riviertje in de Dijle plaats. Een derde rivier die in de Dijle uitmondt is de Laan, die via onder andere Tombeek stroomt en uitmondt te Sint-Agatha-Rode.
      - De Zenne komt Vlaanderen binnen te Lembeek en stroomt vervolgens langs onder andere Halle, Ruisbroek, Brussel, Vilvoorde, Mechelen tot Heffen. De Zenne wordt gevoed door de Maalbeek te Grimbergen, de Tangebeek te Borgt, de Woluwe te Vilvoorde, de Geleytsbeek en de Linkebeek te Drogenbos en de Molenbeek te Lot. Ter hoogte van het Zennegat in Walem voegt ze zich bij de Dijle.

    - De Nete ontstaat in de gemeente Lier alwaar de samenvloeiing van de Grote en de Kleine Nete ligt. Ze stroomt vervolgens via onder andere Duffel (waar de Itterbeek en de Babelsebeek in haar uitmonden), Sint-Katelijne-Waver (Vrouwvliet) tot in Rumst. Haar belangrijkste zijrivieren zijn:
      - De Grote Nete ontspringt nabij Hechtel-Eksel in Limburg vervolgens stroomt ze richting Balen in de provincie Antwerpen. Ze vervolgt haar route langs onder andere Geel, Westerlo, Heist-op-den-Berg, Nijlen tot Lier. Haar belangrijkste zijrivieren zijn de Wimp, de Molse Nete en de Grote Laar.
      - De Kleine Nete ontstaat uit vele door regen gevoede beekjes in het gebied tussen Arendonk, Retie en Mol-Postel. Op haar weg passeert ze onder andere langs Geel, Olen, Herentals, Grobbendonk en Nijlen tot Lier. Ze bevat veel in Vlaanderen zeer zeldzame vissen. Haar belangrijkste zijrivier zijn de Molenbeek, de Aa en de Wamp.

  - Verder monden ook nog de Grote Schijn (via het Lobroekdok) met zijrivier Potvliet en de Benedenvliet (Grote Struisbeek) (met zijbeek Edegemse Beek) (Hemiksem) in de Schelde.
    - Het oorsprongsgebied van de Grote Schijn bevindt zich in een moerassig weiland halverwege de Trappistenabdij van Westmalle. Ze stroomt verder langs en door onder andere Zoersel, Schilde, Deurne en Borgerhout. Ter hoogte van Wommelgem mondt de Koude beek uit in de rivier. Vanuit Schoten en Wijnegem komt de Kleine Schijn ; vanuit Schilde de Kleinebeek en de Zwanebeek, en vanuit Wommelgem ook nog de Diepenbeek, de Rollebeek en de Dorpsloop. Vervolgens verlaat de Schelde Vlaanderen naar Nederland. Alvorens de grens over te steken verandert haar naam naar Zeeschelde.